# Alekséi Jlóbistov
Alekséi Stepánovich Jlóbistov (en ruso: Алексе́й Степа́нович Хло́быстов; 23 de febrero de 1918 - 13 de diciembre de 1943) fue un piloto de caza soviético y as de la aviación al que se atribuyeron tres embestidas aéreas; sigue siendo hasta ahora la única persona que ha ejecutado dos embestidas en una única misión de combate. Murió en combate en diciembre de 1943; las posibles explicaciones sobre las causas de su muerte van desde una colisión en el aire hasta una última acción desesperada que involucra un ataque de «tarán de fuego», es decir, embestir con el avión dañado contra un objetivo en tierra.

## Biografía

### Infancia y juventud
Alekséi Jlóbistov nació el 23 de febrero de 1918 en la pequeña localidad rural de Zajarovo en la gobernación de Riazán en la RSFS de Rusia (la Unión Soviética no se constituyó formalmente hasta finales de 1922) en el seno de una familia de campesinos rusos durante la guerra civil rusa. Para 1934, había completado siete años de escuela secundaria y se había mudado a Moscú con su hermana pequeña tras la muerte de su padre. Además de entrenar en el club aéreo Ukhtomsky trabajó como electricista en el Instituto de Investigación de Ingeniería Metalurgia de toda la Unión, hasta incorporarse al Ejército Rojo en 1939.

### Segunda Guerra Mundial
Después de unirse al ejército en 1939, se graduó de la 1.ª Escuela de Pilotos de Aviación Militar Kachinskaya y fue asignado al 20.º Regimiento de Aviación de Cazas, en el que vio combate por primera vez el día que los alemanes invadieron la Unión Soviética. Más tarde fue reasignado al 153.º Regimiento de Aviación de Cazas en el Frente de Leningrado, donde el 28 de junio, solo seis días después de la invasión de la Unión Soviética, obtuvo su primera victoria aérea cuando derribó un bombardero en picado Junkers Ju 87, mientras pilotaba un Polikarpov I-153. Después el 153.º Regimiento de Aviación de Cazas fue reasignado al Frente del Vóljov y reentrenado para pilotar aviones MiG-3, en los que no obtuvo ninguna victoria aérea. Más tarde, fue transferido al 147.º Regimiento de Aviación de Cazas en el Frente de Carelia cerca de Múrmansk, donde recibió capacitación para volar el Curtiss P-40 Warhawk, avión con el que obtuvo la mayoría de sus victorias.
El 8 de abril de 1942 realizó sus dos primeras embestidas aéreas sobre Restikent; en ese enfrentamiento, formó parte de un grupo de cazas soviéticos que lograron defenderse de 28 aviones alemanes. Cuando el avión alemán se acercó, fueron recibidos por seis cazas soviéticos, pero luego llegaron ocho cazas soviéticos más después de solicitar refuerzos. Después de derribar un avión, embistió dos aviones alemanes, primero un Bf 110 y luego un Bf 109; a pesar de golpear el ala derecha de su avión contra ambos aviones, logró aterrizar de manera segura su P-40 gravemente dañado después del incidente. Hasta ese momento había realizado 266 misiones de combate y fue nominado para el título de Héroe de la Unión Soviética. Poco después fue ascendido al rango de capitán y nombrado comandante de escuadrón.
A veces se le atribuye una tercera embestida aérea el 14 de mayo de 1942 después de que su avión fuera alcanzado por fuego antiaéreo; se discute si realizó o no una embestida ese día, pero se sabe que se vio obligado a lanzarse en paracaídas cuando su avión fue alcanzado por fuego antiaéreo, sufrió heridas graves en la pierna además de una falla en el motor. El 6 de junio de 1942, mientras se recuperaba en el hospital de las heridas sufridas, recibió el título de Héroe de la Unión Soviética, la Orden de Lenin y la medalla de la Estrella de Oro N.º 583. Después de varios meses en el hospital, regresó al frente de guerra como parte del 20.º Regimiento de Aviación de Cazas de la Guardia.

### Muerte

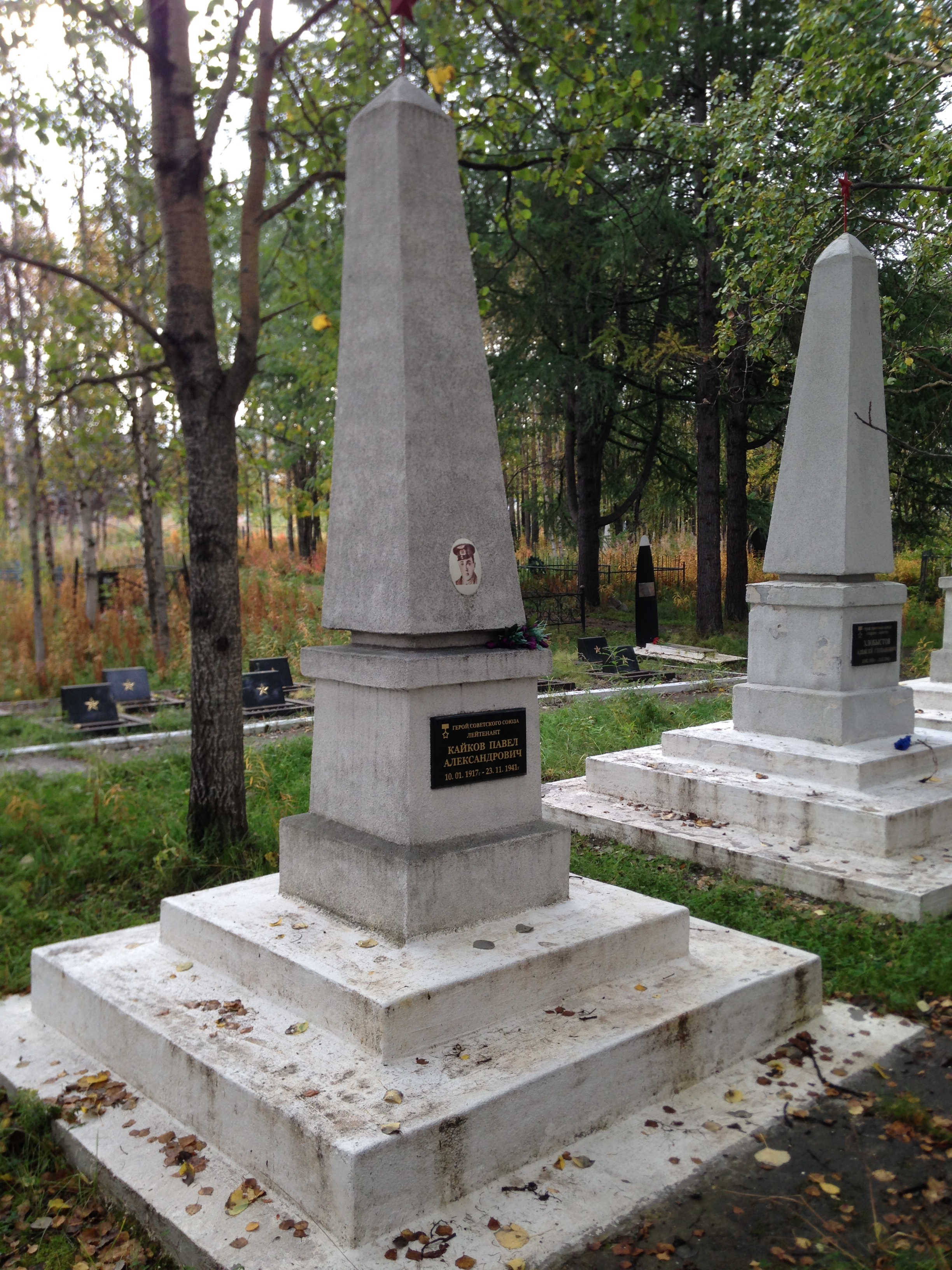
Tumba de Alekséi Jlóbistov en Murmashí en el óblast de Murmansk

El 13 de diciembre de 1943, mientras se desempeñaba como comandante de escuadrón en una misión de reconocimiento, su avión se estrelló a veinte millas de la ciudad de Zaoziorsk. A pesar del descubrimiento del lugar del accidente y los restos de Jlóbistov en 2009, las circunstancias exactas de su muerte siguen sin estar claras. Si bien se considera posible que intentara una embestida final y tratara de dirigir su avión dañado hacia un objetivo en tierra después de ser alcanzado por fuego antiaéreo, sin embargo los registros del interrogatorio de un prisionero de guerra alemán indican que su compañero Aleksander Kolegaev pudo haber chocado accidentalmente con el avión de Jlóbistov. En 2013, los restos de Jlobistov fueron enterrados en el cementerio militar de la aldea de Murmashí en el raión de Kola del óblast de Múrmask, junto a los restos de otros soldados y aviadores soviéticos que murieron en la zona durante la guerra.
Las estimaciones del total de sus victorias aéreas obtenidas durante la guerra varían de seis victorias individuales y más de dieciocho compartidas a siete individuales y veinticuatro compartidas.

## Condecoraciones y reconocimientos
|  | Héroe de la Unión Soviética (n.º 583, 6 de junio de 1942)                      |
|  | Orden de Lenin (6 de junio de 1942)                                            |
|  | Orden de la Bandera Roja, dos veces (22 de julio de 1941 y 3 de junio de 1942) |

Además varias calles de Moscú y Múrmansk, llevan su nombre. En 1995, se erigió un monumento en la calle Jlobistov en Moscú y una placa conmemorativa en la calle Jlobistov en Múrmansk. Además, se le dio su nombre a la escuela secundaria N.º 329 de Moscú. En el instituto de investigación de Moscú, donde trabajó antes de la guerra, se erigió un busto y una placa conmemorativa en el taller de la planta Karacharovsky donde trabajó antes de ingresar en el ejército. En el pueblo de Kilpyavr del óblast de Múrmansk, donde durante la guerra estaba estacionada su unidad, la escuela secundaria de la localidad lleva su nombre.